# Roadrunner (supercalculateur)
Pour les articles homonymes, voir Roadrunner.
Roadrunner est le premier supercalculateur américain à avoir officiellement dépassé la puissance de 1 pétaFLOPS (soit 1015 opérations flottantes par seconde). Il appartient au département de l'Énergie des États-Unis (DOE) et est construit au Laboratoire national de Los Alamos, au Nouveau-Mexique.
IBM a été chargé de sa construction et Roadrunner est devenu l'ordinateur le plus puissant du monde en juin 2008 mais a été détrôné en novembre 2009 par Jaguar - Cray XT5-HE. Ce projet, annoncé en septembre 2006, lançait le premier supercalculateur utilisant le processeur Cell de ce constructeur.
Il tire son nom du grand géocoucou ou « coureur de route », rendu célèbre par le dessin animé Bip Bip et Coyote.

## Caractéristiques
- enveloppe prévisionnelle de 35 millions de dollars
- budget final de 133 millions de dollars
- 6 480 dual core Opteron d'AMD, IBM serveurs 4U Opteron × 3 755
- 12 960 processeurs Cell d'IBM, IBM lames Cell BladeCenter H
- système d'exploitation et distribution : Red Hat Linux 4.3
- performance maximale (double précision 64bit): 1,105 pétaflops
- performance pic : 1,456 pétaflops (dont 44 téraflops dues aux Opteron et 1 332 téraflops dues aux Cell)
- consommation : 2,48 MW

## Emploi
Cette machine se prête bien à la simulation de processus massivement parallèles. L'un de ses premiers emplois, dès la semaine suivant sa sortie, a été la simulation partielle de processus visuels humains au niveau des neurones mêmes. Il sera aussi utilisé pour calculer les effets du changement climatique et, à des fins militaires, le vieillissement des stocks d'armes nucléaires des États-Unis.